# Damir Puškar
Damir Puškar (Lubiana, 3 settembre 1987) è un ex giocatore di calcio a 5 sloveno.

## Carriera
Nel 2008, Puškar ha partecipato al campionato europeo under 21, in cui la Slovenia è stata eliminato nel primo turno. Con la nazionale maggiore ha partecipato a quattro campionati europei. Nel febbraio del 2020 ha annunciato il suo ritiro dalla nazionale e, due anni più tardi, anche quello dalle competizioni per club.